# Třída Al Mubshir
Al Mubshir (jinak též HSSV 72) je třída rychlých podpůrných lodí královského námořnictva Ománu, jejichž stavba byla objednána u australské loděnice Austal. Třídu tvoří celkem dvě jednotky. Jejich hlavním úkolem je přeprava vojáků a nákladu a podpora vrtulníkových operací. Plánováno je rovněž nasazení plavidel do záchranných a humanitárních misí.

## Stavba
Stavba lodí proběhla v australské loděnici Austal v západoaustralském Hendersonu (americká pobočka společnosti Austal staví pro americké námořnictvo koncepčně blízká plavidla třídy Spearhead). Kontrakt v hodnotě 124,9 milionů dolarů na vývoj, stavbu a logistickou podporu dvou jednotek (trupová čísla 390 a 391) byl zadán v březnu 2014. Práce na první jednotce začaly v srpnu 2014, přičemž kýl plavidla byl založen v prosinci 2014. Obě jednotky byly ománskému námořnictvu předány do září 2016.
Jednotky třídy HSSV 72:
| Jméno                 | Spuštěna       | Vstup do služby | Status  |
| --------------------- | -------------- | --------------- | ------- |
| RNOV Al Mubshir (S11) | 20. října 2015 | 20. května 2016 | aktivní |
| RNOV Al Naasir (S12)  | duben 2016     | 8. září 2016    | aktivní |

## Konstrukce
Trup plavidel má koncepci katamarán a je vyroben z hliníku. Plavidlo může přepravovat až 250 vojáků. Práci s nákladem usnadňují dvojice ramp a jeřáb s nosností 12 tun. Na zádi se nachází přistávací paluba pro vrtulník, její plocha má rozměry 15×22 metrů. Výzbroj plavidla tvoří 20mm kanón a až čtyři 12,7mm kulomety. Pohonný systém představují čtyři diesely MTU 20V 4000 M93L, každý o výkonu 4300 kW a čtyři vodní trysky Rolls-Royce 80S3. Nejvyšší rychlost dosahuje 35 uzlů.